# Little Joe II Qualification Test Vehicle
QTV, pour « Qualification Test Vehicle » (en français : « véhicule de tests de qualification »), était le nom du premier vol de la fusée d'essais américaine Little Joe II (en), conçue pour tester les systèmes de sauvetage d'urgence des futurs modules de commande du programme Apollo. Elle fut lancée le 28 août 1963 du pas de tir LC-36 (en) du site d'essais de White Sands, au Nouveau-Mexique, pour un vol d'une durée n'excédant pas cinq minutes.

## Objectifs de la mission
La fusée Little Joe II fut conçue comme un véhicule relativement simple et à faibles coûts permettant la propulsion et les tests de charges utiles en vol. Pour le programme Apollo, son objectif principal était de servir de lanceur pour le vaisseau Apollo, afin de tester son système d'abandon d'urgence dans de multiples conditions et à diverses étapes de l'ascension vers l'orbite,, en particulier les phases les plus critiques du vol,.
La réalisation de cette mission nécessitait l'emploi d'un booster — un dispositif permettant d'accélérer une charge utile pour la placer en vol — permettant de placer le véhicule Apollo dans des portions du domaine de vol allant des pressions dynamiques élevées, à basse altitude, aux vols en atmosphère raréfiée, à très haute altitude,. Deux versions de la fusée permettaient d'accomplir ces missions : la désignation « Model 12-50 » désignait la version de la fusée destinée à réaliser les essais à forte pression dynamique, dotée d'ailettes stabilisatrices fixes, alors que la version désignée « Model 12-51 » était dotée d'un système de contrôle d'attitude à réaction — aussi désigné RCS, pour Reaction Control System — et devait permettre de tester le vaisseau Apollo sur des phases de vol dans la haute atmosphère.
La mission QTV de Little Joe II (en), réalisée avec la version 12-50 de la fusée, avait pour objectif de tester les capacités de la fusée Little Joe II à atteindre les paramètres de fortes pressions dynamiques requis pour l'évaluation des éléments du programme Apollo. Pour ce test, une structure simplifiée en aluminium, reprenant la forme globale des modules de commande et de service ainsi que la tour de sauvetage du vaisseau Apollo, fut installée sur la fusée Little Joe II pour simuler la masse, le centre de gravité et les caractéristiques aérodynamiques de la configuration du futur vaisseau Apollo,. Il n'y eut aucune disposition prise pour tenter de séparer les différents éléments en vol, car ce dernier n'avait pour objectif que de tester la fusée, et non sa charge utile.
Le vol de tests fut réalisé en accord avec le document « Project Apollo Flight Mission Directive for QTV-1 », publié par le Marshall Space Flight Center (MSFC) le 3 juin 1963, sous l'autorité du contrat NAS 9-492 de la NASA.

## Vol

### Préparation pré-vol
Un premier meeting se déroula au centre de White Sands le 31 juillet 1962. Premier d'une série de rendez-vous réguliers entre la NASA, North American, General Dynamics/Convair et les ingénieurs du centre de White Sands et du corps des ingénieurs d'Albuquerque, il avait pour but de coordonner les différents besoins du centre d'essais en matière de bâtiments, en particulier l'adaptation de l'Army Launch Area #3 (ALA-3, zone de lancement no 3 de l'US Army) pour la mise en place du programme d'essais du véhicule Apollo et de la fusée Little Joe II. Les rapports concernant l'équipement du centre de White Sands remis par les différents contractants liés à la conception du vaisseau Apollo et au vol de qualification QTV de Little Joe II furent également utilisés pour la conception des établissements du centre d'essais, qui devaient être fournis par le Gouvernement américain.
Le 10 avril 1963, le nouveau pas de tir construit sur la zone ALA-3 devint disponible pour l'installation du rail de lancement de la fusée par la société Convair. Ce même jour, la chaîne organisationnelle au sol de Convair fut également activée, avec l'ouverture de bâtiments de bureaux, d'ateliers et d'entrepôts dans le bâtiment 1540 de la zone administrative du centre de White Sands. En parallèle, des tests d'assemblage entre le lanceur et le vaisseau furent effectués dans les établissements de San Diego, en Californie, de mars à juillet 1963, afin de simuler au maximum les opérations qui seraient plus tard requises au centre de White Sands. Ils employèrent des armoires et des tableaux électriques simulant le câblage continu présent entre l'installation de la boîte de jonction, les fossés contenant les câbles et la salle d'alimentation électrique du site de lancement à White Sands. Réalisés à l'aide de moteurs-fusées fictifs, ils permirent également de mettre à l'épreuve l'équipement de soutien au sol qui devait être utilisé pour les futurs vols de la fusée Little Joe II.
La préparation du site de lancement à White Sands par Convair, qui comprenait l'installation du lanceur, des boîtes de jonction, des étagères à équipements et des câblages d'interconnexion, fut réalisée à partir du 10 avril, puis se termina le jour de la vérification des installations de lancement, le 8 août 1963. Les ailettes, la tour de sauvetage, le corps de la fusée et la charge utile fictive arrivèrent au centre de White Sands respectivement les 15, 16, 17 et 18 juillet 1963.
Après une inspection effectuée par les ingénieurs, le véhicule resta en stockage en attente jusqu'au 26 juillet, jour où la NASA donna l'accord pour que la mission QTV soit réalisée avant le test d'abandon prévu par le constructeur North American Aviation. Le 6 août débuta l'installation du véhicule sur son pas de tir, puis la NASA valida le vaisseau, les installations de lancement et les câblages d'interconnexion trois semaines plus tard, le 27 août 1963. Le véhicule de test étant lancé avec succès le jour suivant. La NASA fut l'organisme principal pour le contrôle de l'ensemble du programme, incluant le contrôle final de chacune des tâches individuelles réalisées autour de la mission. De son côté, le Centre de White Sands avait en charge la gestion des instruments de calibration, des équipements du véhicule et des installations liées au système d'autodestruction, ainsi que des sous-systèmes du radar de pousuite. Le WSMR devait également assurer la vérification et les tests de ces divers systèmes, ainsi que la gestion logistique des moteurs et du lanceur lorsqu'il était présent sur la base.

### Lancement
Le QTV de la fusée Little Joe II (en), également désigné « Model 12-50-1 » (premier exemplaire de la version 12-50, à ailettes fixes), fut lancé du pas de tir LC-36 (en), Area #3, du site d'essais de White Sands, le 28 août 1963 à 9 h 0 min 2 s MST, soit 16 h 0 min 2 s UTC. Les objectifs de la mission étaient de démontrer les capacités en tant que véhicule de tests du module de commande Apollo et de déterminer les pressions et températures de base appliquées à la fusée pendant le vol.
Le vol se déroula quasiment à la perfection, avec tous les moteurs produisant la bonne poussée dès le décollage et une excellente stabilité de la fusée sur toute la durée de son — court — vol. La trajectoire suivie par la fusée fut très légèrement plus basse que celle prévue, mais elle parvint tout-de-même à démontrer que la fusée Little Joe II était stable même pendant la phase de vol transsonique et qu'elle était capable d'atteindre le point choisi pour la première véritable mission de tests en vol de la capsule Apollo, désignée A-001 (en). La seule défaillance subie au cours de la mission vint du système de destruction en vol du véhicule, qui était censé le détruire lors de l'envoi de la commande d'autodestruction depuis le sol. Les charges de cordon détonant Primacord installées au niveau des moteurs Algol (en) ne parvinrent pas à détruire la fusée, et celle-ci retomba au sol à environ quinze kilomètres au nord du site de lancement.

## Analyse post-lancement
Les analyses effectuées après le vol QTV, détaillées dans le rapport Launch Vehicle Flight Report (GDC-63-193) de la NASA, indiquèrent les résultats suivants :
Bien que légèrement plus basse que celle prévue par les calculs, la trajectoire du vol permit d'atteindre le point du domaine de vol regroupant les conditions de test de la future mission A-001, compris entre 26,1 et 29,3 secondes après le décollage de la fusée, avec une vitesse comprise entre Mach 0,85 et Mach 0,93 et une pression dynamique atteignant 284,89 à 311,22 mbar, alors qu'elle avait atteint une altitude comprise entre 4 950 et 5 605 m. La fusée fut lancée avec des angles d'élévation et d'azimut de respectivement 82° 48′ et 4° 57′, et l'angle atteint à 26,1 s de vol, lors de l'entrée dans le domaine de tests, était compris entre 42° et 46.1°, soit légèrement plus faible que les 51° prévus. Un très léger roulis fut décelé pendant l'ascension, atteignant environ 90° au point de test. Globalement, la trajectoire plus « plate » et le phénomène de roulis furent attribués à des calculs théoriques ne pouvant être parfaits, ainsi qu'à un probable léger défaut d'alignement des moteurs-fusées et des ailettes de la fusée Little Joe II, un alignement parfait de ces éléments étant de toute manière très difficile à obtenir.
Les moteurs Algol et Recruit fonctionnèrent de manière satisfaisante. La poussée moyenne produite par les moteurs Algol pendant le vol fut de 467,51 kN, avec une impulsion totale de 18 340,01 kN⋅s. La combustion dura 35 secondes au lieu des 33 s prévues, et la pression moyenne dans les chambres de combustion fut de 30,06 bar, contre 32,06 bar prévus.
Les pressions de base furent proches des valeurs expérimentales obtenues avec des corps similaires, indiquant une force de traînée de 159,25 kN au point de pression dynamique maximale, aussi désigné « Max Q ». Les douze capteurs installés radialement et circulairement donnèrent globalement les mêmes valeurs de pression, quels que soient leurs emplacements sur la base de la fusée,.
Une analyse des phénomènes de battement — désigné « flutter » en anglais — indiqua que les ailettes fixes de la fusée avaient été stables pendant tout le vol, et que la fusée elle-même n'avait subi que peu de phénomènes de flexion ou de torsion pendant la mission. Les niveaux de vibrations relevés pendant le vol furent dans l'ensemble très faibles.
Les contraintes liées à la poussée produite par les moteurs furent approximativement identiques à celles prévues. Une augmentation de température de seulement 17,22 °C sur la base du véhicule fut détectée (par l'analyse des données de calorimètres) entre le décollage et le point où devait être déclenchée la destruction de la fusée. Il fut donc décidé de ne pas installer de protection thermique à cet endroit,. Concernant les bords d'attaque des ailettes, leur échauffement demeura dans des plages de valeurs largement acceptables. Les pressions et températures relevées au cours du vol à l'intérieur des modules représentant les modules de commande et de service fictifs de la fusée furent bien en dessous des valeurs considérées comme critiques,.
Les vérifications effectuées sur le pas de tir après ce premier lancement indiquèrent la présence de protections thermiques et d'un câble endommagés, ces dégâts minimes étant essentiellement liés à la chaleur et la poussée produites par les moteurs lors du lancement.
Le seul « gros » dysfonctionnement de la mission vint du système d'autodestruction de la fusée. Désigné en anglais Algol motor thrust termination system et constitué de cordon détonant Primacord installé sur les moteurs Algol, il avait pour but de les détruire — et ainsi stopper leur poussée — à un moment précis du vol, lorsque les stations au sol envoyaient l'ordre d'autodestruction par radio. Lors du vol QTV, le signal d'autodestruction, envoyé à partir de 32,35 s de vol, ne fut pas bien reçu par tous les circuits de la fusée. De plus, le Primacord ne parvint pas à propager correctement l'onde de choc de son explosion, ce qui laissa retomber au sol une fusée encore relativement intacte, à environ quinze kilomètres du pas de tir.